# Thành Công, Thạch Thành
Thành Công là 1 xã vùng cao của Huyện Thạch Thành, diện tích chủ yếu là đồi núi thấp và các mỏm đá vôi giáp vườn quốc gia Cúc Phương của Tỉnh Ninh Bình, chủ yếu dân cư là người miền núi - dân tộc Mường. Như thế đây là xã miền núi và giáp ranh với tỉnh bạn, từ những năm cuối thập niên 60, đây đã có hệ thống đường liên xã, liên thôn và sự hình thành của các nông trường nhà nước, như thế tuy là xã vùng cao nhưng Thành Công là xã có thế mạnh về cơ sở hạ tầng từ rất sớm, các ngành lâm nghiệp, khai thác đá vôi, thủ công nghiệp rất phát triển, nơi đây thường xuyên có các đơn vị bộ đội huấn luyện quân trước khi vào phía nam, chính vì thế tuy là dân tộc thiểu số nhưng dân trí ở đây rất phát triển, điện - đường - trường- trạm đã có từ rất sớm. Trần Tiến